# Més enllà de la passió
Més enllà de la passió és una pel·lícula espanyola de thriller del 1986 dirigida per Jesús Garay, en el que va ser el seu segon llargmetratge. Està basada en L'image de Catherine Robbe-Grillet (Jean de Berg). Ha estat doblada al català.

## Argument
Irene Hidalgo és una jove cantant pop que ha desaparegut la mateixa nit que havia d'actuar en un local replet de públic a Barcelona; pateix una estranya malaltia de tarannà psicològic que li produeix llagues que sagnes amb les mans i els peus. Un periodista i un realitzador de vídeo intentaran buscar-la i esbrinar el perquè del que li passa.

## Repartiment
- Patricia Adriani - Irene
- Juanjo Puigcorbé - Àngel
- Àngel Jové... 	David
- Rosa Novell... 	Marga
- Remei Barrio 	... 	Charo
- Arnau Vilardebó... Cantelli
- Manuel Carlos Lillo... Ricardo
- Mercedes Alonso... Betty
- Núria Hosta - Júlia

## Premis
- Festival de Cinema Fantàstic de Sitges: Premi Caixa de Catalunya al millor actor (Juanjo Puigcorbé)[4][5]
- V Premis de Cinematografia de la Generalitat de Catalunya: Premi al millor director (Jesús Garay)[6]